# Michael Klein
Michael Klein (Amnaş, Rumanía, 10 de octubre de 1959 - Krefeld, Alemania, 2 de febrero de 1993), fue un futbolista rumano de ascendencia alemana.
Michael Klein falleció en febrero de 1993 debido a un ataque al corazón durante una sesión de entrenamiento con su club, tenía 33 años.

## Clubes
| Club               | País     | Año         |
| ------------------ | -------- | ----------- |
| Cornivul Hunedoara | Rumania  | 1977 - 1978 |
| Aurul Brad         | Rumania  | 1978 - 1979 |
| Cornivul Hunedoara | Rumania  | 1979 - 1988 |
| Dinamo Bucureşti   | Rumania  | 1988 - 1990 |
| Bayer Uerdingen    | Alemania | 1990 - 1993 |